# Бектешли (дем Орестиада)
Бекташли (на гръцки: Μηλέα, Милеа) е село в Гърция, разположено на територията на дем Орестиада, област Източна Македония и Тракия.
Селото е разположено на север от течението на Арда и на по-малко от километър от българо-гръцката граница. Селото има 54 жители според преброяването в 2011 година.

## История
В XIX век Бектешли е българско село в Чирменската кааза на Одринския вилает на Османската империя. Според „Етнография на вилаетите Адрианопол, Монастир и Салоника“, издадена в Константинопол в 1878 година и отразяваща статистиката на населението от 1873 година, Бекташли (Bectachli) има 60 домакинства и 260 българи.